# Marnbach
Marnbach ist ein Gemeindeteil der Kreisstadt Weilheim in Oberbayern des Landkreises Weilheim-Schongau. Das Pfarrdorf liegt etwa vier Kilometer südöstlich der Weilheimer Altstadt. Bis 1978 gehörte es zur politischen Gemeinde Deutenhausen.

## Geschichte

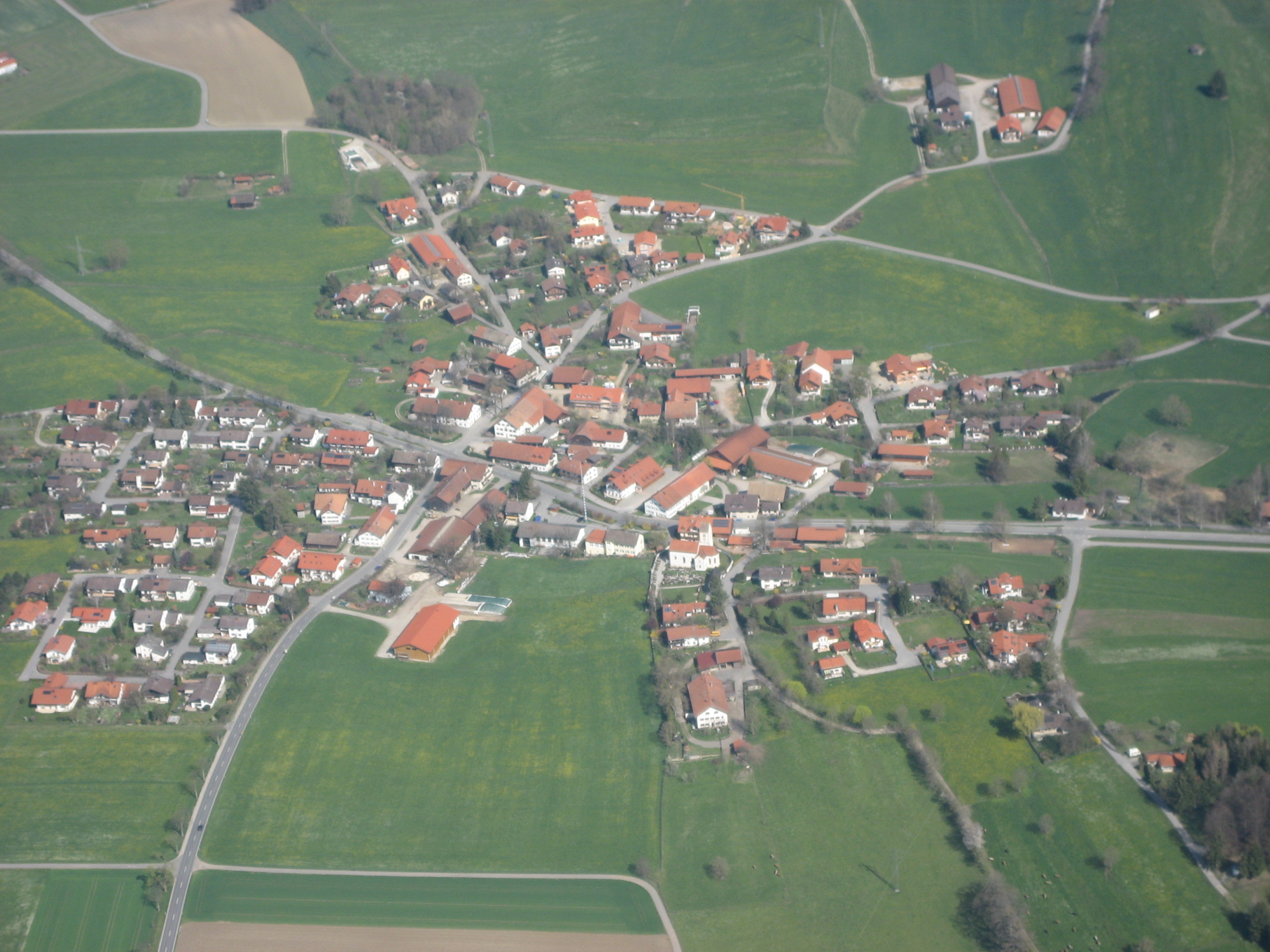
Luftbild, 2007

Die älteste erhaltene urkundliche Erwähnung Marnbachs stammt aus dem Jahr 1116, als in einer Urkunde des Klosters Benediktbeuern von den „Edlen von Marnbach“ die Rede ist. 1929 wurden am Blaselweiher Münzen aus römischer Zeit gefunden. Viel älter noch, nämlich aus der Eisenzeit, also ca. 1000 vor Chr., sind die Hügelgräber südlich des Dorfes nahe dem Angerbach.
Aus dem Jahr 1245 ist überliefert, dass drei Marnbacher Höfe dem Benediktbeurer Kloster gehörten. Dieses verpfändete sie aus Geldnot an den Adeligen Sigfrid Ruzzen. 1597 wird erstmals eine Marnbacher Gemeindeordnung erwähnt. Franz Sales Gailler erwähnt 1756 in Marnbach „22 Bauernhöfe unterschiedlicher Größe. Davon gehörten sieben Höfe dem Kloster Benediktbeuern, fünf dem Kloster Bernried, vier dem Kloster Polling, je einer dem Stift Habach, der Kirche Deutenhausen und nur einer war ‚freieigen‘, das heißt, er gehörte dem Bauern selbst.“ Am 19. März 1807 kam es zu einem Großbrand, dem vier Häuser zum Opfer fielen.
Mit dem Ersten Gemeindeedikt entstand 1808 die politische Gemeinde Deutenhausen, deren Gemeindeteil Marnbach wurde. Der Ort war – bezogen auf die Einwohnerzahl – in dieser Zeit jedoch immer größer als das Dorf Deutenhausen, teils sogar doppelt so groß. Auch gehörte Deutenhausen immer zum Schulsprengel Marnbach. 1880 erfolgte die Gründung einer Freiwilligen Feuerwehr. 1885 wird eine landwirtschaftliche Fortbildungsschule in Marnbach erwähnt.
Der Zweite Weltkrieg endete in Marnbach am Abend des 29. April 1945. Einige Wehrmachtsoldaten versuchten noch erfolglos die anrückenden amerikanischen Truppen mit einer Acht-Achter-Flak abzuwehren. Im Gefecht gingen zwei Gebäude in Flammen auf.
Im Zuge der Gebietsreform erfolgte 1978 die Eingemeindung nach Weilheim.

### Einwohnerentwicklung
| Jahr | Einwohner | Gebäude (ab 1885 nur Wohngebäude)      |
| ---- | --------- | -------------------------------------- |
| 1825 | 120       | 23                                     |
| 1864 | 130       | 35, 1 Kirche, Benefiziatenhaus, Schule |
| 1871 | 132       | 78                                     |
| 1885 | 156       | 32                                     |
| 1900 | 154       | 31                                     |
| 1925 | 192       | 34                                     |
| 1950 | 340       | 43                                     |
| 1970 | 288       |                                        |
| 1987 | 369       | 102                                    |
| 2000 | 519       |                                        |
| 2010 | 567       |                                        |
| 2017 | 573       |                                        |
| 2018 | 581       |                                        |
| 2019 | 528       |                                        |
| 2020 | 557       |                                        |
| 2021 | 560       |                                        |
| 2022 | 567       |                                        |

## Religion

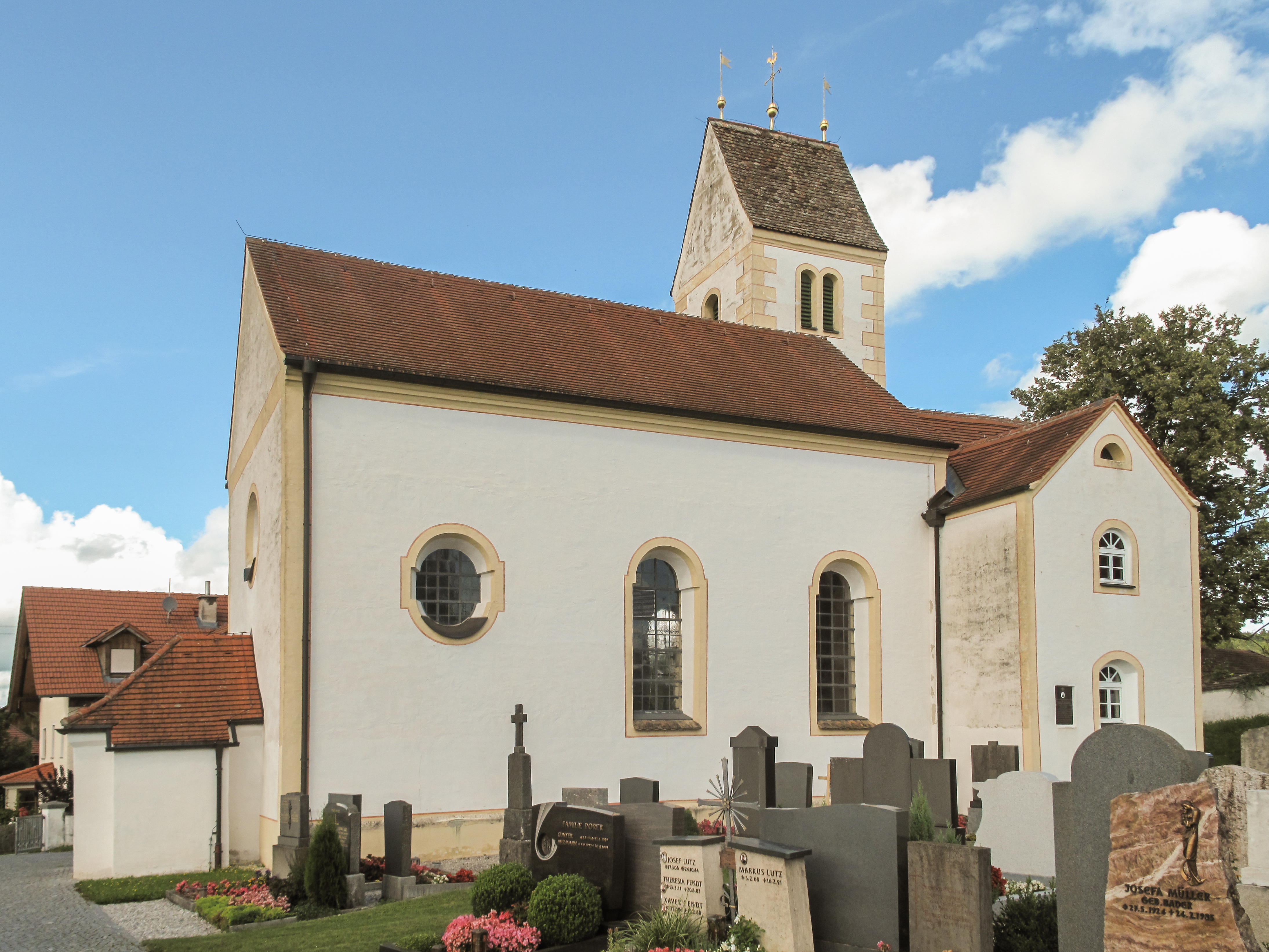
Pfarrkirche St. Michael

Seit etwa 1300 gehörte Marnbach mit seiner Kirche St. Michael zur Pfarrei Bernried. 1479 tauschte das dortige Kloster den Ort mit dem Kloster Polling gegen Seeshaupt. Infolge der Säkularisation in Bayern kam Marnbach 1802 als Expositur zur Pfarrei Eberfing. Im Jahr 1917 wurde die Expositur Marnbach zur selbständigen Pfarrei im Bistum Augsburg erhoben. Diese gelangte in den 2010er-Jahren zur Pfarreiengemeinschaft Weilheim.

## Kultur und Sehenswürdigkeiten
In Marnbach besteht seit 1995 die Laienschauspielergruppe „Marnbacher Theater“. 1975 wurde der „Sport- und Schützenverein Marnbach – Deutenhausen“ gegründet. 1879 wurde ein Veteranenverein initiiert, 1890 folgte die „Zimmerstutzenschützengesellschaft“. Der jüngste Verein ist derjenige „für Gartenkultur für Marnbach-Deutenhausen“, gegründet 2000.
Die „Dorfjugend Marnbach-Deutenhausen e. V.“ organisiert jährlich ein Starkbierfest und ein Sonnwendfeuer. Jedes vierte Jahr wird ein Maibaum aufgestellt.

## Bildung
Seit 1796 besaß Marnbach eine Schule. Das Schulgebäude wurde 1870/1871 neu erbaut. Im Jahr 1982 wurde sie aufgelöst.
Im Jahr 1970 eröffnete in Marnbach der Kindergarten St. Michael unter katholischer Trägerschaft. Er wurde 2008 vom Kneipp-Bund als „Kneippkindergarten“ zertifiziert.

## Verkehr
Durch Marnbach verläuft die Staatsstraße 2064 (Weilheim–Bad Tölz). In diese mündet im Ort die Kreisstraße WM 1.
Marnbach ist durch drei Bushaltestellen (Marnbach, Marnbach Hardtstraße, Marnbach Antdorfer Straße) an das Netz des Regionalverkehrs Oberbayern angeschlossen. Es halten die Linien 9602 (Weilheim–Eberfing–Weilheim) und 9655 (Weilheim–Seeshaupt–Penzberg).